# Dzwonowo (powiat stargardzki)
Dzwonowo (do 1945 niem. Schönebeck) – wieś w Polsce położona w województwie zachodniopomorskim, w powiecie stargardzkim, w gminie Marianowo.
Wieś leży przy drodze krajowej nr 20 Stargard Szczeciński - Szczecinek - Gdynia, położona 4 km na północny zachód od Marianowa (siedziby gminy) i 15 km na północny wschód od Stargardu (siedziby powiatu).
W latach 1954–1968 wieś należała i była siedzibą władz gromady Dzwonowo, po jej zniesieniu w gromadzie Marianowo. W latach 1975–1998 miejscowość należała administracyjnie do województwa szczecińskiego.
Pierwsze wzmianki o wsi pochodzą z 1248 roku. Od średniowiecza do XIX wieś stanowiła lenno rodziny von Wedel. Od XIX wieku do 1945 roku majątek kilkakrotnie zmieniał właścicieli.Po zakończeniu II wojny światowej majątek ziemski wraz z pałacem i zabudowaniami gospodarczymi stanowił własność Państwowych Gospodarstw Rolnych. Obecnie pałac (w ruinie) wraz z zespołem budynków gospodarskich oraz przyległym parkiem stanowi własność prywatną. We wsi znajduje się także kościół z drugiej połowy XV wieku.